# Lackalänga kyrka
Lackalänga kyrka är en kyrkobyggnad i Furulund. Den är församlingskyrka i Lackalänga-Stävie församling i Lunds stift.

## Kyrkobyggnaden
Kyrkan uppfördes i slutet av 1100-talet av tuktad gråsten. I början av 1200-talet försågs absiden med kupolvalv av sandsten. Kalkmålningarna tillkom troligen vid samma tid. Omkring år 1400 byggde man till två vapenhus, ett i söder och ett i norr. På 1600-talet revs norra vapenhuset och ingångsdörren ersattes med ett fönster. 1850-1851 revs västra gavelmuren och kyrkan förlängdes till det dubbla. Samtidigt revs södra vapenhuset och ett torn i väster byggdes till med nytt vapenhus.
Tornet var för smalt så att kyrkklockorna inte fick plats att svänga. 1875 hade ritningar tagits fram till ett nytt torn. 1888 var det nya kyrktornet färdigt och kläddes med skiffer.

## Inventarier
- Medeltida dopfunt
- Altaruppsats med delar från 1500-talet
- Predikstol, 1600-talet

### Orgel
- 1889 byggde Åkerman & Lund, Stockholm en orgel med 9 stämmor.
- Den nuvarande orgeln byggdes 1952 av Th Frobenius & Co, Lyngby, Danmark och är en mekanisk orgel.

| Svällverk I       | Huvudverk II  | Pedal        | Koppel |
| Rörflöjt 8'       | Principal 8'  | Subbas 16´   | I/P    |
| Nachthorn 4'      | Gedackt 8'    | Principal 8´ | II/P   |
| Svegel 2'         | Salicional 8' |              | II/I   |
| Kvinta 1 1/3'     | Oktava 4'     |              |        |
| Krumhorn 8'       | Gedackt 4'    |              |        |
| Tremulant         | Kvinta 2 2/3' |              |        |
| Crescendosvällare | Oktava 2'     |              |        |
|                   | Mixtur IV     |              |        |
|                   | Trumpet 8'    |              |        |